# Morrice
Morrice é uma vila localizada no estado americano de Michigan, no Condado de Shiawassee.

## Demografia
Segundo o censo americano de 2000, a sua população era de 882 habitantes.
Em 2006, foi estimada uma população de 896, um aumento de 14 (1.6%).

## Geografia
De acordo com o United States Census Bureau tem uma área de
2,7 km², dos quais 2,7 km² cobertos por terra e 0,0 km² cobertos por água.

## Localidades na vizinhança
O diagrama seguinte representa as localidades num raio de 20 km ao redor de Morrice.